# Mounir Bahi
Mounir Bahi (منير باهي) est un poète, journaliste et comédien marocain, né le 3 décembre 1973 à Casablanca. Il a écrit plusieurs livres poétiques dont on cite le titre de son dernier livre :
انا البحر يا أبي : [Je suis la mer, Ô père.]
La chaine marocaine 2M a diffusé en 2008 pendant le mois du ramadan une série télévisée « Mbarek o Messoud », dont il a joué un rôle du docteur psychologiquement instable, et il a aussi participé à la rédaction du scénario.